# Koskikeskinen
Koskikeskinen är en sjö i Finland. Den ligger i kommunen Jämsä i landskapet Mellersta Finland, i den södra delen av landet, 190 km norr om huvudstaden Helsingfors. Koskikeskinen ligger 96 meter över havet. Den ligger vid sjön Laukalammi. Arean är 14 hektar och strandlinjen är 2,41 kilometer lång. Sjön  ingår i Kymmene älvs huvudavrinningsområde. 